# Phyllobates
Phyllobates – rodzaj płazów bezogonowych z podrodziny Dendrobatinae w rodzinie drzewołazowatych (Dendrobatidae).

## Zasięg występowania
Rodzaj obejmuje gatunki występujące od Nikaragui do Kolumbii.

## Systematyka

### Etymologia
Phyllobates: gr. φυλλον phullon „liść”; βατης batēs „piechur”, od βατεω bateō „stąpać”, od βαινω bainō „chodzić”.

### Podział systematyczny
Do rodzaju należą następujące gatunki:
- Phyllobates aurotaenia (Boulenger, 1913)
- Phyllobates bicolor Bibron, 1840 – liściołaz dwukolorowy[6]
- Phyllobates lugubris (Schmidt, 1857)
- Phyllobates terribilis Myers, Daly & Malkin, 1978 – liściołaz żółty[7]
- Phyllobates vittatus (Cope, 1893) – liściołaz paskowany[potrzebny przypis]